# Gloeosporidina cecidii
Gloeosporidina cecidii är en svampart som först beskrevs av Jan Kohlmeyer, och fick sitt nu gällande namn av B. Sutton 1980. Gloeosporidina cecidii ingår i släktet Gloeosporidina och familjen Gnomoniaceae.   Inga underarter finns listade i Catalogue of Life.